# والکلا

موقعیت والکلا در فنلاند

نشان والکلا

والْکِلا یک شهرداری سابق فنلاند است.
این شهر در استان فنلاند جنوبی واقع شده‌است و محله ای از شهر کوولا است و بخشی از منطقه کومن‌لاکسو بوده‌است. این شهرداری ۱۱۲۳۸ نفر (۲۰۰۳) جمعیت داشته و مساحت آن ۱۰۰۴٫۴۰ کیلومتر مربع بوده‌است. که ۱۴۳٫۴۷ کیلومتر مربع آب بود. تراکم جمعیت ۱۳٫۱ نفر در هر کیلومتر مربع بود.
والْکِلا به دلیل پارک ملی رپووسی مشهور است.این شهرداری با گویشوران زبان فنلاندی و در حقیقت شهری یک زبانه بود.
از سال ۲۰۰۹، شش شهرداری از جمله کوولا در هم ادغام شدند و شهرداری جدید کوولا جمعیتی بیش از ۸۰۰۰۰ نفر را تشکیل می‌دهند که دهمین شهر بزرگ فنلاند است.